# Bihenduloceras
Bihenduloceras es una amonita perisinctacea del Jurásico Superior y miembro de la subfamilia de Olcostephanidae Spiticeratinae. Su caparazón tiene una sección de verticilo subcuadrado, vientre plano y finas costillas que brotan en haces de grandes tubérculos umbilicales.